# Юламаново (Курганская область)
Юламаново — село в Альменевском районе Курганской области. В селе находится администрация Юламановского сельсовета.

## География
Село расположено в юго-западной части области. Ближайшая железнодорожная станция Шумиха.

### Часовой пояс
Юламаново, как и вся Курганская область, находится в часовой зоне МСК+2. Смещение применяемого времени относительно UTC составляет +5:00.

## Топоним
Село Юламаново получило своё название по имени башкира Юламана, родившегося в 1561 году, в честь которого его потомки назвали вновь образованную деревню.

## История
Деревня Юламан основана в 1900 году в Катайской волости Челябинского уезда Оренбургской губернии.
14 июня 1954 года образован Юламановский сельсовет. Указом Президиума Верховного Совета РСФСР от 14 июня 1954 года Бахаревский и Наримановский сельсоветы объединены в один Юламановский сельсовет Альменевского района Курганской области.

## Население
| 1916 | 1926 | 1989 | 2002 | 2010 |
| ---- | ---- | ---- | ---- | ---- |
| 61   | ↗241 | ↗807 | ↘616 | ↘546 |

Национальный состав
- По переписи населения 2002 года проживало 616 человек, из них русские  — 56 %, башкиры  — 41 %.
- По данным переписи 1926 года в деревне Ново-Юломаново Бухаровского сельсовета Катайского района Челябинского округа Уральской области РСФСР проживало 241 человек, все русские.

## Религия
Мечети
- Мечеть